# Dactylolabis nubecula
Dactylolabis nubecula là một loài ruồi trong họ Limoniidae. Chúng phân bố ở miền Cổ bắc.